# 바이어슈트라스 P-함수
바이어슈트라스 p- 함수(Weierstrass p-function)는 다음에 의해 바이어슈트라스 제타 함수와 관련이 있다.
{\displaystyle \wp (z;\Lambda )=-\zeta '(z;\Lambda ),z\in \mathbb {C} }
바이어슈트라스 p- 함수는 {\displaystyle N=2}차수의 타원 함수이며 각 격자점에는 이중 극이 있고 다른 극점은 없다.
{\displaystyle \wp (z)=\wp (z+2\omega _{1})=-\zeta '(z+2\omega _{1})}
{\displaystyle \wp (z)=\wp (z+2\omega _{2})=-\zeta '(z+2\omega _{2})}

## 바이어슈트라스 함수 패밀리(family)
- 바이어슈트라스 시그마 함수
- 바이어슈트라스 에타 함수
- 바이어슈트라스 제타 함수
- 바이어슈트라스 P-함수
- 바이어슈트라스 타원 함수

## 같이 보기
- 아이젠슈타인 열
- 아이젠슈타인 정수
- 바이어슈트라스 함수
- 타원함수
- 오메가 상수
- 복소해석학

## 참고
- This article incorporates material from Weierstrass sigma function on PlanetMath, which is licensed under the Creative Commons Attribution/Share-Alike License.